# Релятивистская электродинамика
Релятиви́стская электродина́мика — раздел электродинамики, изучающий взаимодействием электромагнитного излучения с частицами и средами, движущимися с околосветовыми скоростями.
Основными уравнениями релятивистской электродинамики являются уравнения Максвелла для электромагнитных полей и релятивистские уравнения движения частиц и сред.